# Eduard Roller
Eduard Roller (* 15. November 1891 in Stuttgart; † 3. September 1983 ebenda) war ein deutscher Verwaltungsjurist.

## Leben
Roller, Sohn eines Kanzleirats und evangelischer Konfession, studierte nach dem Abitur 1909 am Eberhard-Ludwigs-Gymnasium Stuttgart zunächst von 1910 bis 1911 an der TH Stuttgart Maschineningenieurwesen. Von 1911 bis 1914 studierte er Rechtswissenschaft in Tübingen, München und Berlin. Er war Mitglied der Studentenverbindung AG Stuttgardia Tübingen. Von 1914 bis 1918 nahm er am Ersten Weltkrieg teil. Er legte 1916 die erste und 1921 die zweite höhere Dienstprüfung ab. 1920 wurde er in Tübingen zum Dr. iur. promoviert.
Er trat 1921 in die württembergische Innenverwaltung ein. Von 1922 bis 1931 war er im württembergischen Innenministerium in der Polizeiabteilung tätig. Er leitete als Landrat von 1931 bis 1933 das Oberamt Balingen. Als Landrat verhinderte er die Verhaftung des Politikers Robert Wahl und setzte sich für die Freilassung von Gefangenen aus dem KZ Heuberg ein.
Zum 1. Mai 1933 trat er der NSDAP bei (Mitgliedsnummer 3.248.200). Von 1933 bis 1934 war er stellvertretender Leiter der politischen Polizei im Innenministerium und danach von 1934 bis 1939 Hauptberichterstatter und Kanzleidirektor im Wirtschaftsministerium. Nachdem er von 1939 bis 1940 erneut im Innenministerium war, war er von 1940 bis 1944 Oberkriegsverwaltungsrat bei der Militärverwaltung in Paris und Nancy. Von Oktober 1944 bis April 1945 war er kommissarischer Landrat in Heidenheim und danach bis 1946 in politischer Haft.
Er war von 1949 bis 1950 Verwaltungsgerichtsrat beim Verwaltungsgericht Stuttgart und von 1950 bis 1953 Oberverwaltungsgerichtsrat beim Verwaltungsgerichtshof Württemberg-Baden in Stuttgart. Danach war er von 1953 bis 1956 Ministerialrat beim Rechnungshof Baden-Württemberg. 1956 trat er in den Ruhestand.

## Ehrungen
- Bis 1918 Eisernes Kreuz I. und II. Klasse
- 1942–1943 Kriegsverdienstkreuz 1. und 2. Klasse
- 1956: Bundesverdienstkreuz 1. Klasse